# Ozonosfera

Il ciclo dell'ozono nell'Ozonosfera

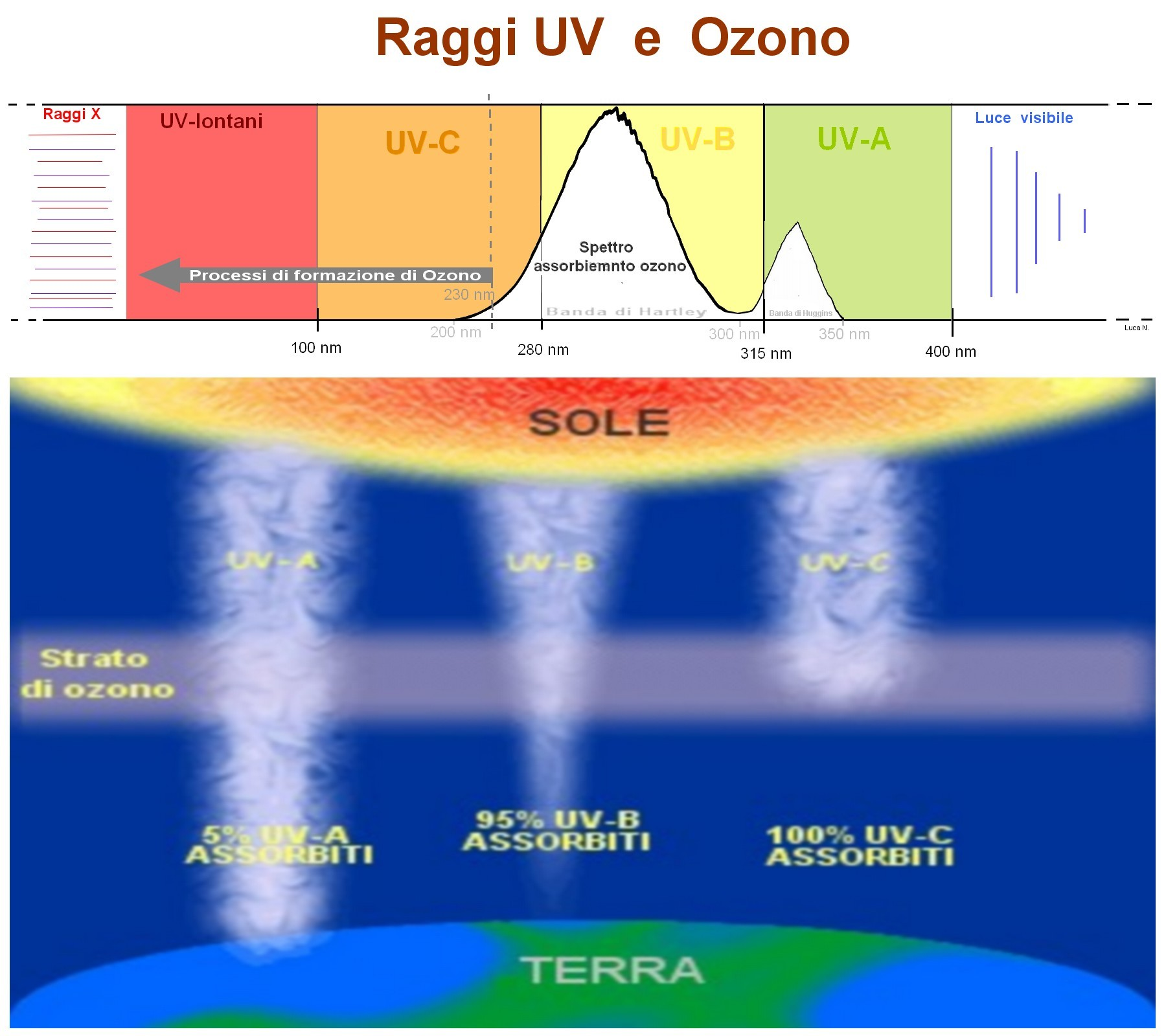
La radiazione solare che riesce ad arrivare sulla Terra è composta da radiazioni elettromagnetiche che hanno lunghezze d'onda corte comprese nello spettro che va da 100 a 800 nm. La componente ultravioletta della radiazione solare viene suddivisa in UVC, UVB e UVA che hanno lunghezze d'onda diverse; l'ozono stratosferico assorbe completamente gli UVC di lunghezza d'onda compresa tra 100 e 280nm, per il 95% gli UVB di lunghezza d'onda compresa tra 280 e 315 nm ed appena per il 5% gli UVA con lunghezza d'onda compresa tra 315-400 nm.

L'ozonosfera è lo strato dell'atmosfera in cui si concentra la maggior parte dell'ozono, un gas serra "particolare": l'ozono trattiene e assorbe parte dell'energia proveniente direttamente dal Sole, in particolare le radiazioni a bassa lunghezza d'onda (o alta frequenza) nocive per la vita. L'ozono in oggetto si forma direttamente in stratosfera e non proviene dalla superficie terrestre come diversi altri gas serra.

## Storia
L'ozonosfera è stata scoperta nel 1913 dai fisici francesi Charles Fabry e Henri Buisson che notarono come la radiazione solare che raggiungeva la Terra fosse assimilabile con lo spettro di emissione di un corpo nero alla temperatura di 5.500–6.000 K (5.227-5.727 °C) con la sola eccezione che vi fosse una lacuna nella zona dell'ultravioletto intorno ai 310 nm. Ne dedussero che la radiazione mancante fosse assorbita da qualcosa nell'atmosfera. Infine associarono la mancanza con il solo elemento chimico noto che potesse assorbire tale frequenza: l'ozono. 
Le caratteristiche dell'ozonosfera vennero poi studiate dal meteorologo britannico Gordon Dobson che costruì un apposito spettrometro (poi detto per l'appunto spettrometro di Dobson) che permetteva di misurare lo spessore dell'ozonosfera. Tra il 1928 e il 1958 Dobson diede vita a una rete mondiale di stazioni di monitoraggio dell'ozonosfera ancora attualmente operativa. In suo onore l'unità di misura convenzionalmente usata per indicare lo spessore della colonna di ozono si chiama Dobson.

## Descrizione
L'ozonosfera è situata tra 15–35 km di altitudine, e corrisponde alla parte bassa della stratosfera. In questa zona parte delle radiazioni UV solari vengono filtrate dalle molecole di ozono, causando un innalzamento della temperatura intorno ai 35 km di altezza dalla superficie terrestre. A causa di questo aumento di temperatura viene evitato il mescolamento verticale con la troposfera, che viene quindi stabilizzata. Questa zona dell'atmosfera protegge gli organismi viventi dall'effetto nocivo che avrebbero alcune radiazioni UV.
Infatti, la radiazione solare che riesce ad arrivare sulla Terra è composta in prevalenza da radiazioni elettromagnetiche Ultraviolette, Visibili e Infrarosse che hanno lunghezze d'onda corte comprese nello spettro che va da 100 a 800 nm (le lunghezze d'onda più corte tipo raggi gamma, raggi x, raggi UV-lontani sono le lunghezze d'onda a più alto contenuto di energia ma rappresentano solo una piccola parte dell'energia emessa dal Sole e vengono completamente fermate e assorbite nelle parti più alte dell'atmosfera chiamata “ionosfera”).
La radiazione UV-C (con lunghezza d'onda compresa tra 100-280 nm) viene assorbita dall'ossigeno biatomico O2 creando di fatto l'ozonosfera: l'ozono è creato proprio dall'azione degli UV-C che “rompono” gli atomi di ossigeno che poi si aggregano in molecole O3 (l'ozono).
Gli UV-B (280-315 nm) vengono quasi completamente assorbiti dall'ozono nell'ozonosfera: infatti l'ozono assorbe la radiazione ultravioletta di lunghezza d'onda prossima ai 300 nm e si decompone. Gli UV-A (315-400 nm) sono la parte meno energetica della fascia ultravioletta che riesce ad attraversare lo strato di ozono ed arrivare fino alla superficie terrestre. La luce visibile (400-749 nm), parte degli infrarossi (700 nm - 1 mm) (ma anche le microonde (0,1–10 cm) e le onde radio (≥ 10 cm), meno importanti ai fini energetici) sono le lunghezze d'onda che riescono a penetrare “facilmente” l'atmosfera ed arrivare sulla superficie terrestre.

## L'equilibrio dinamico dell'ozono
L'ozono è prodotto mediante la seguente reazione (l'apice ° indica un radicale, cioè una specie chimica con almeno un elettrone spaiato e quindi particolarmente reattiva):
O2 + radiazione UV → O· + O·
O· + O2 → O3
In seguito le radiazioni solari dissociano una molecola di ozono in una di ossigeno biatomico ed una in ossigeno monoatomico:
O3 + radiazione UV → O2 + O·
Durante la notte l'ossigeno monoatomico, essendo altamente reattivo, si combina con l'ozono per formare due molecole di ossigeno biatomico:
O3 + O· → 2 O2
Per mantenere costante la quantità di ozono nella stratosfera queste reazioni fotochimiche devono essere in perfetto equilibrio fra di loro, ma sono facilmente perturbabili da molecole che possono interferire in questo equilibrio, come i composti clorurati (come i clorofluorocarburi), i bromurati e gli ossidi di azoto.

## L'assottigliamento dell'ozonosfera
L'ozonosfera è più sottile all'equatore e più spessa ai poli, ma negli anni settanta si è scoperto che i clorofluorocarburi (CFC) potevano provocare una riduzione innaturale del suo spessore.
Nel 1974 Stolarski e Cicerone sottolinearono che gli atomi di cloro nella stratosfera potevano distruggere l'ozono; quasi contemporaneamente, Molina e Rowland mostrarono che i CFC potevano rilasciare atomi di cloro nella stratosfera.
Le molecole di CFC vengono dissociate dalle radiazioni ultraviolette e liberano atomi di cloro:
CFCl3 + raggi x → Cl· + CFCl2· (una delle possibili dissociazioni)
Cl· + O3 → ClO· + O2
ClO + O· → Cl· + O2
Gli atomi di cloro si combinano con l'ozono formando ossigeno biatomico e monossido di cloro. Il monossido di cloro si combina a sua volta con ossigeno monoatomico per formare ossigeno biatomico e ancora cloro. Il ciclo quindi continua: si stima che un singolo atomo di cloro possa distruggere 100 000 molecole di ozono prima di combinarsi con altre sostanze, come il metano, e tornare nella troposfera.
Rowland portò il problema all'attenzione dell'Accademia delle Scienze e del Congresso degli Stati Uniti. Le associazioni ambientaliste statunitensi iniziarono campagne contro l'utilizzo dei CFC nelle bombolette spray. Nonostante le resistenze dell'industria chimica, negli Stati Uniti l'uso dei CFC nelle bombolette venne vietato nel 1978, ma continuarono la loro produzione e l'impiego in altri settori.
Il problema dei danni causati all'ozono dai CFC assunse un nuovo aspetto a partire dal 1984, quando si scoprì il buco dell'ozono.